# George Cayley

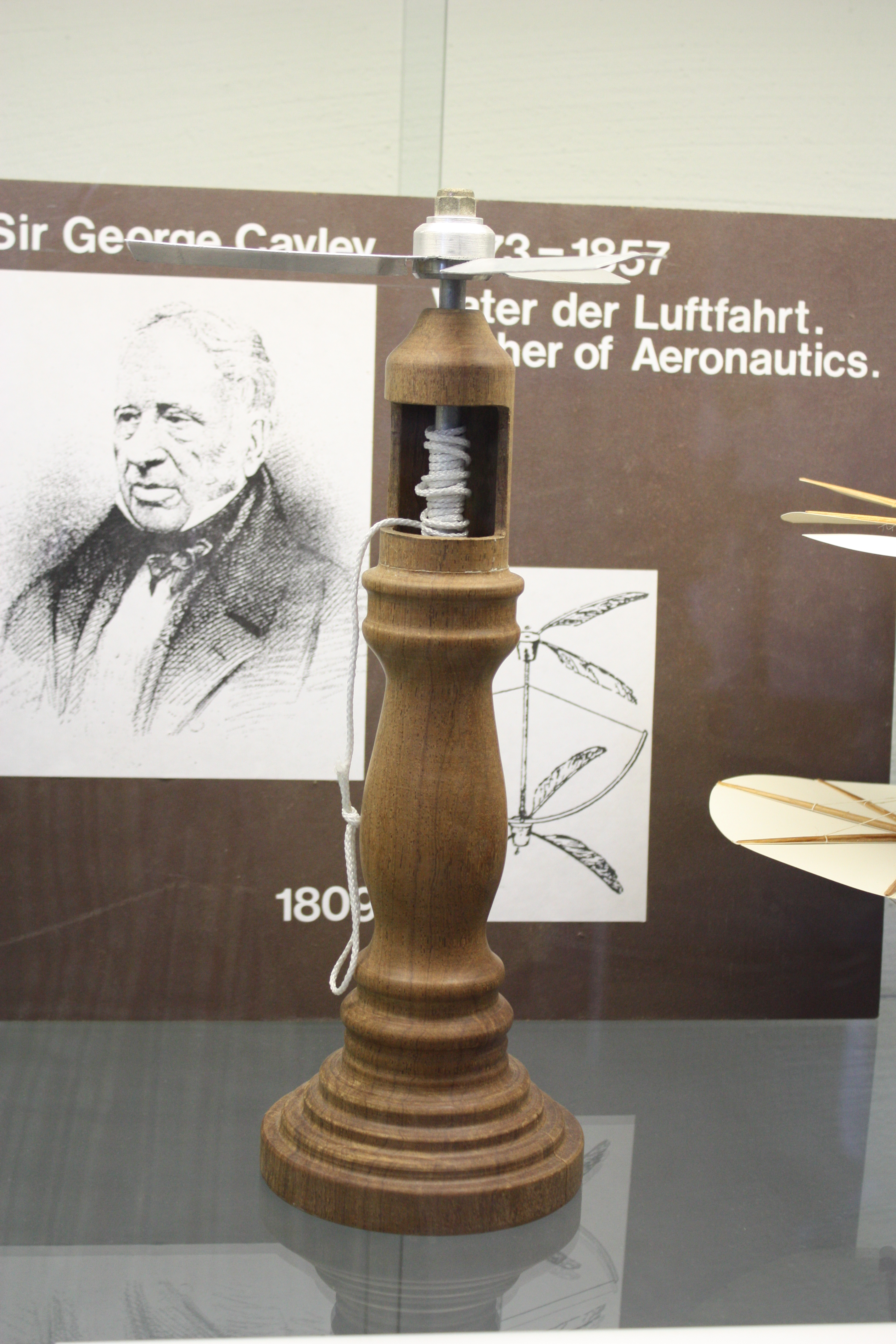

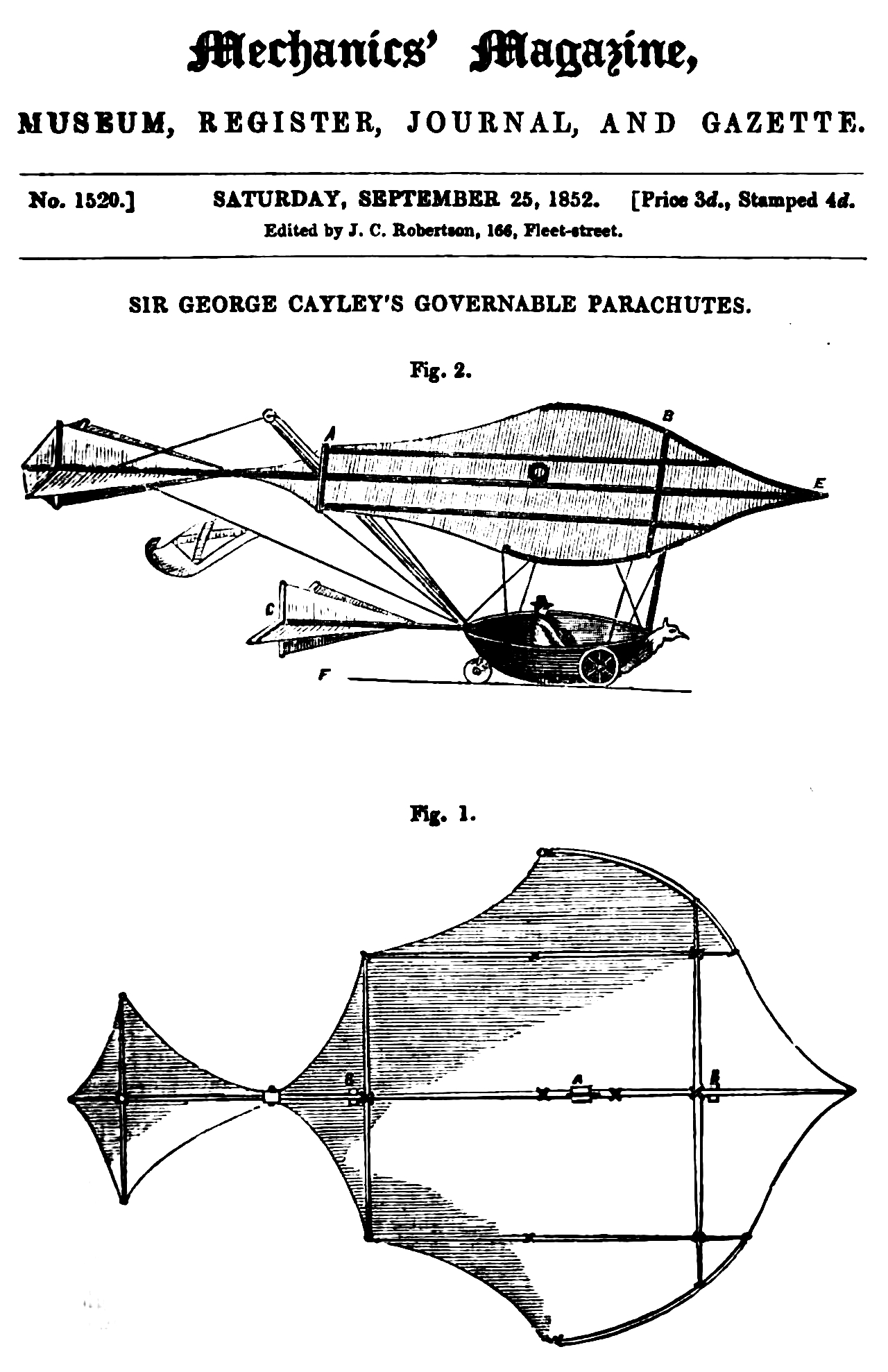

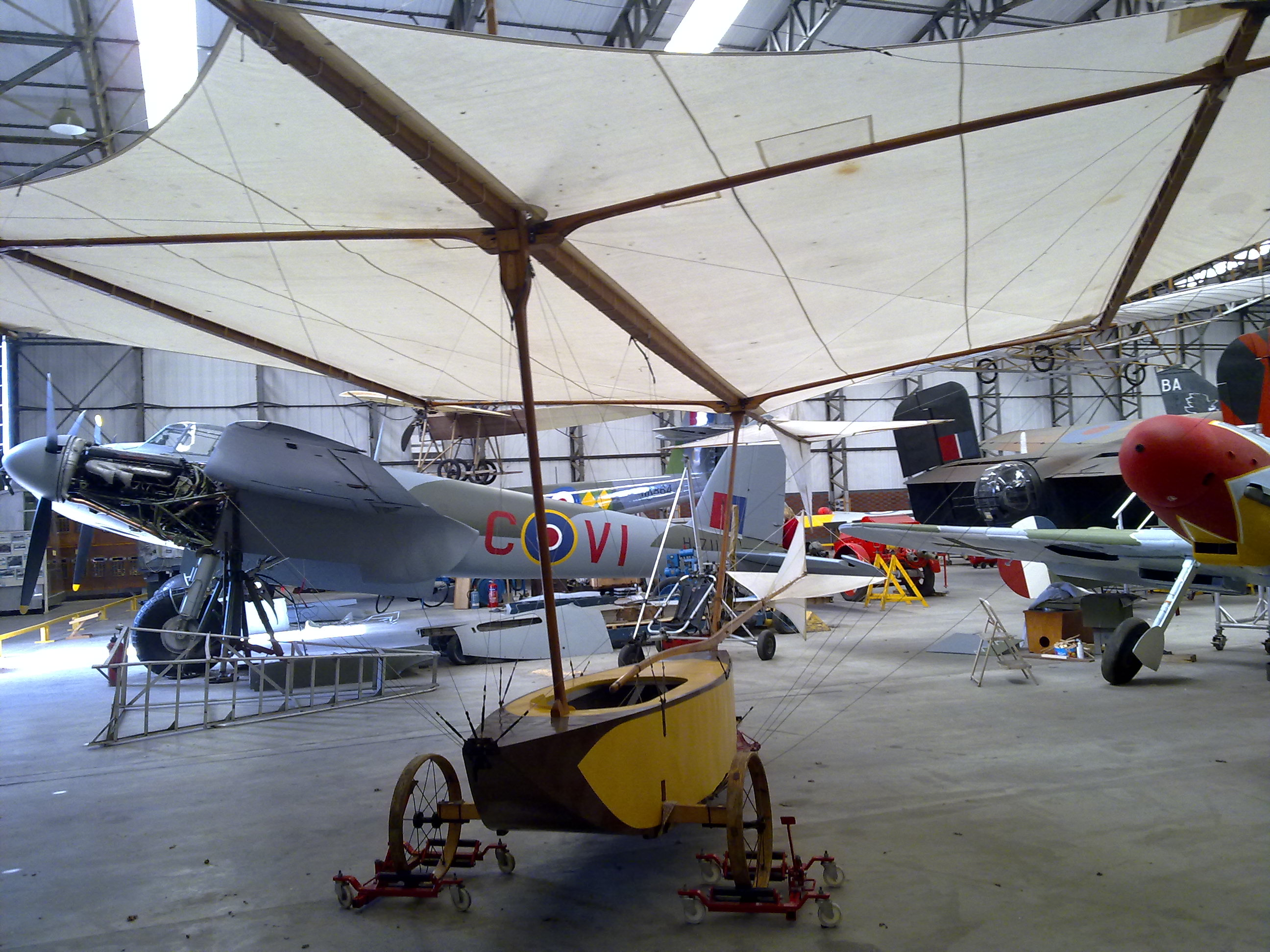

George Cayley, nascut el 27 de desembre de 1773 a Scarborough, Yorkshire (Anglaterra) i mort el 15 de desembre de 1857, fou un enginyer anglès molt prolífic que es dedicà a l'estudi de la locomoció aèria des d'una perspectiva científica.
El 1796 va dissenyar una espècie d'helicòpter i el 1799, Cayley va realitzar un dels descobriments més importants en la història de l'aviació en entendre que l'aire que flueix per sobre d'una ala fixa i corbada genera una força cap amunt que fa que l'ala s'elevi i se sustenti, definint, per primer cop, els principis de la mecànica de vol i la relació entre pes, sustentació, resistència i empenta. Cayley també va preconitzar l'ús de les hèlixs, les ales fixes i els motors d'explosió, que havia inventat Niepce en la construcció d'aeronaus. El 1816 va estudiar la possibilitat d'utilitzar un dirigible per a viatges aeris de llarga distància preveient la construcció de dirigibles rígids.
L'any 1804, Cayley construeix el que es considera el primer aparell volador rígid de la història, un planador d'ala fixa d'1,5 metres. A poc a poc va anar augmentant la mida i el pes que podia carregar fins que el 1853 construeix i prova el Glider Nº3, la primera nau voladora més pesada que l'aire, un planador que va volar una distància d'uns 457 metres abans de estavellar-se contra el terra i a bord del qual volava el xofer de Sir Cayley.
Molts consideren George Cayley com el primer científic vertader en la història de l'aviació. Al llarg de la seva vida va dissenyar nombrosos models de planadors amb els quals ell mateix realitzà assaigs.